# DB Cargo Italia
DB Cargo Italia (in precedenza denominata dal 22/10/2002 Cargo Nord Srl, dal 02/09/2003 Ferrovie Nord Cargo Srl, dal 12/05/2006 NordCargo S.r.l., dal 07/01/2015 DB Schenker Rail Italia Srl), è una società a responsabilità limitata operante nel trasporto merci su ferrovia tra l'Italia e le regioni del nord Europa.
A partire dal gennaio 2010 la maggioranza del capitale (60%) è posseduta dall'impresa ferroviaria DB Cargo.  La restante quota (40%) appartiene al Gruppo FNM.
L'impresa è specializzata nel traffico diffuso, ossia nella trazione di treni composti di diverse tipologie di carri, merci e clienti, con lo smistamento di questi treni in hub attrezzati con squadre di manovra come Torino Orbassano, Brescia Fascio Merci, Cervignano Smistamento, Roma Smistamento, Pisa Campaldo e Maddaloni-Marcianise, o in hub serviti da altri operatori come Chiasso Smistamento, Verona Porta Vescovo e Ravenna.
Le merci più trasportate sono manufatti in ferro, rottami, prodotti chimici rifiuti, alimentari, carta, ed elettrotreni o locomotive nuove di fabbrica per la consegna all'operatore finale o per il trasferimento verso circuiti di prova.

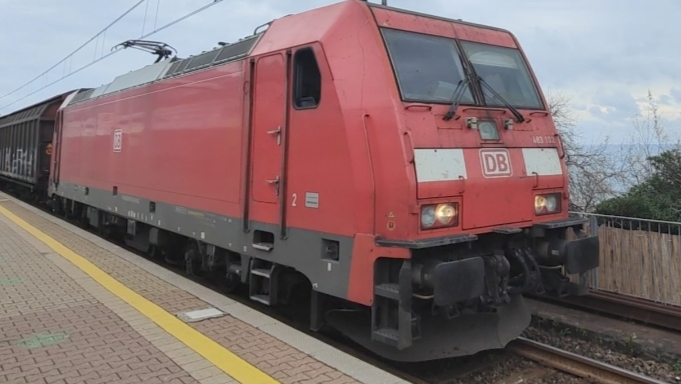
Locomotiva DB Cargo TRAXX F 140DC 483.102 a Genova Nervi

La maggior parte dei traffici avviene sull'asse del Gottardo/Chiasso, Luino e Tarvisio, oltre che Modane, Domo II, Brennero, Villa Opicina.